# Festankündigung
Die Festankündigung ist ein Ritus, der am Hochfest der Erscheinung des Herrn auf die Verkündigung des Evangeliums oder das Schlussgebet in der Messfeier folgt.
Bei diesem Ritus verkündet ein Diakon, Kanoniker oder Kantor die Daten der vom Ostertermin abhängigen beweglichen Feste des Kirchenjahres. Ausgehend vom Fest der Erscheinung führt die Ankündigung die vom beweglichen Osterfest abhängigen großen Feste des Kirchenjahres auf und schließt nach der Bekanntgabe des ersten Advents des nächsten Kirchenjahres mit der freudigen Erwartung der Wiederkunft Jesu Christi.
Diese Festankündigung wird von alters her im Ton des Exsultet gesungen. Der Ritus geht bis auf das 4. Jahrhundert zurück, nachdem das Konzil von Nicäa 325 im Osterstreit einen einheitlichen Ostertermin für das ganze römische Reich bestimmt hatte.
Die Berechnung dieses Datums – später auch der davon abhängigen beweglichen Feste – wurde dem Patriarchen Athanasius der Kirche von Alexandrien übertragen. Dieser teilte es allen anderen Kirchen mit, auch dem Bischof von Rom, und zwar im so genannten Osterfestbrief, der alljährlich an Epiphanie veröffentlicht wurde.